# Internet en el Perú

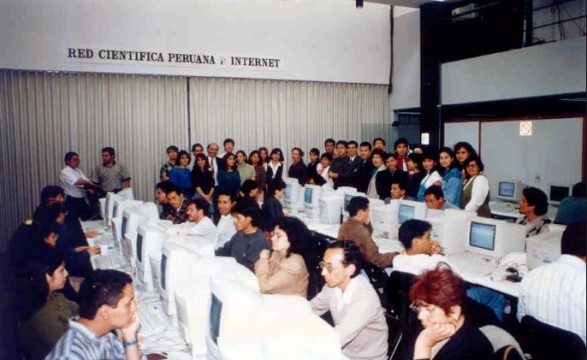
Primera cabina de Internet en Perú

El regulador técnico de la Internet en Perú es el Ministerio de Transportes y Comunicaciones, a través de la Subsecretaría de Telecomunicaciones. El dominio de nivel superior geográfico es .pe). Al año 2010 existen en Perú 268 225 hosts de Internet y 9.158 millones de usuarios. En el 2017, de acuerdo a la empresa británica Open Signal, Perú ocupaba el primer lugar en Latinoamérica en velocidad de Internet móvil, con 10 Mbps, superando a naciones como México (que le sigue en la lista junto a Uruguay y Chile con una velocidad de 9.9 Mbps), Brasil (8.8) y Colombia (7.6).
En 2002 la cantidad de usuarios conectados al menos una vez por mes fueron de 1.740.000. El número de suscriptores al servicio de internet fijo en todo el Perú fue de 2 105 280 hacia el tercer trimestre de 2016, indican datos del Ministerio de Transportes y Comunicaciones.
La inversión de publicidad en el Internet en el 2008 fue de 10.5 millones de dólares, lo que significa un crecimiento del 55 % con relación al 2007, según informó IAB Perú.
Lima y Callao tuvieron el 63.3 % del mercado nacional de este servicio, con aproximadamente 1.3 millones de suscriptores. El internet móvil tiene más de 18 millones de suscriptores. En Lima se encuentran 7.1 millones.
Perú es uno de los pocos países en el mundo que permite a los sitios web utilizar el dominio .pe y .com.pe sin restricciones.

## Historia
El Perú se conectó por primera vez a Internet en 1994, con el primer nodo de conexión implementado dentro del campus de la Universidad ESAN, Monterrico, en donde se instaló el enlace satelital hacia la web y se desarrollaron las aplicaciones de correo electrónico y navegación.
La Red Científica Peruana (RCP) fue el primer proveedor del servicio como el dominio .pe e instaló la primera cabina pública de Internet en el país, en el Centro Cultural Ricardo Palma en el año 1994. Contaba con un total de 40 computadoras (20 PCs y 20 Macintosh). La RCP fue fundada por José Soriano y estaba formada por organizaciones civiles y universitarias.
Nació como un modelo de acceso comunitario a Internet que permitió que cualquier persona accediera y utilizara las herramientas de Internet sin ningún tipo de restricción. Paralelamente, se implementó un aula de capacitación donde se dictaba gratis una charla general y luego se invitaba a las personas a que naveguen libremente durante unos 15 o 20 minutos.
El principal objetivo era contribuir con el desarrollo nacional; un objetivo ambicioso que tuvo que enfrentar tres grandes problemas iniciales: la infraestructura inadecuada, la falta de una cultura de Internet y la necesidad de brindar una relevancia a los contenidos que se podían obtener a través de este medio.
Durante este primer impulso, Internet se usó casi exclusivamente como herramienta de correo electrónico y sus usuarios eran, en su mayoría, gente del mundo académico. Posteriormente, Internet se descentralizó tanto que surgieron tribus digitales compuestas por aficionados a los videojuegos, la animación japonesa, las historietas y la danza urbana. En 2017, se organizó uno de los primeros festivales latinoamericanos de su tipo en el país, con la presencia de la celebridad extranjera El Rubius. En 2019, se celebró Lima Games Week, uno de los festivales más importantes exclusivamente del sector de los videojuegos.
En 2020, se creó el repositorio Fuentes Históricas del Perú, inspirado en Google Books y cuyo nombre hace referencia al libro de Raúl Porras Barrenechea. Su objetivo es conservar todas las obras científicas en el dominio público o autorizadas por el autor. Algunas publicaciones que fueron digitalizadas por Google, como Variedades, han pasado a manos de la UNMSM, cuyo portal está vinculado a este repositorio.

### Expansión de la Internet
En 1994, la RCP instaló el primer cibercafé para expandir el uso de la red en el país. Aunque era de acceso comunitario, los cibercafés se extendieron a sectores de la clase media y baja de Lima.
En 1995, la RCP logra una salida satelital a los servidores informáticos de EE. UU., facilidad que le permitió al Perú acceder a las demás herramientas de Internet, entre ellas al WWW (Red Informática Mundial) y al chat, a velocidades nunca antes conocidas y en tiempo real.
En 1996 la RCP presentó el primer libro digital peruano, los 7 Ensayos de Interpretación de la Realidad Peruana de José Carlos Mariátegui. Ese mismo año, la RCP lanzó las listas de interés, comunidades de usuarios de correo electrónico distribuidas por temas específicos. Fue entonces cuando surgió la primera emisora peruana en transmitir vía Internet: Frecuencia Primera, inicialmente en diferido y luego en directo hasta la fecha. Para mediados de dicho año Frecuencia Primera, a través de sus transmisiones en frecuencia modulada en la ciudad de Lima, presentaba secciones innovadoras como "Open Net" que permitía al público solicitar al aire temas a buscar en Internet para luego recogerlos trayendo a la estación un disquete.
A partir de entonces, los peruanos tuvieron acceso a los websites de todo el mundo. Esta tecnología se expandió rápidamente primero entre el mundo académico y, una vez más, entre los bancos y el mundo empresarial en general. Cabe aclarar que la masificación tuvo inconvenientes que se hicieron evidentes con el tiempo. El primero es que se tenía que implementar la tarifa plana que se propuso en 1999 entre el Congreso, la RCP y Telefónica, la única empresa que tenía la infraestructura en aquel entonces, pero no se implementó oficialmente hasta 2001 (con un horario restringido de lunes a viernes). Esto volvió a ocurrir en 2017, cuando Entel estableció por primera vez su plan de internet móvil pospago sin límite de tráfico. El segundo inconveniente es que el mayor acceso corresponde a la clase alta y a la costa peruana, pero seguía siendo difícil de alcanzar en varias zonas rurales de la sierra y la selva peruana (según el Gobierno peruano para Perú21 en 2005 y las publicaciones de Ipsos y Hopkins en 2012).
A partir del año 2000, cuando solo 180 mil familias tenían al menos una computadora, la instalación de cientos de cabinas públicas pasó a realizarse a nivel nacional. Su bajo coste facilitó su uso masivo hasta la llegada de los teléfonos con internet en 2018. En aquel entonces, la visita diaria a estas cabinas convocaba a cientos de miles de jóvenes para trabajar y divertirse y desarrollar algún tipo de comunicación vía internet. El crecimiento de las cabinas puso de manifiesto la ausencia de bibliotecas públicas en el país, lo que dificultaba el acceso al conocimiento. En 2006, la Sociedad Nacional de Informática proyectó que 8 millones de usuarios se beneficiarían de la implementación del Plan Huascarán. A su vez, se desarrolló el proyecto Corredor del Ministerio de Agricultura para extenderlo a otros departamentos como Puno.
En 2007, la Encuesta Nacional de Hogares del Instituto Nacional de Estadística e Informática señaló que hubo 40 000 cibercafés. En 2014, 10 millones de peruanos navegaron en Internet. Sin embargo, Perú.com reportó que existieron setenta mil usuarios que se conectaron de forma clandestina en Lima.
En 2013, se creó el Fondo de Inversión en Telecomunicaciones para desplegar infraestructura en zonas alejadas con dinero reservado por empresas privadas. Desde 2015, el Estado peruano ha invertido más de 756 millones de dólares para que cuatro compañías construyan infraestructura y proporcionen servicio de internet a colegios, centros de salud y comisarías rurales de diez regiones del país. La velocidad alcanzada osciló entre 2 y 40 Mbps, cifra muy inferior al servicio de 200 Mbps o más que fue contratado por el 70 % de las viviendas con internet fijo en 2025.
Para el año 2018, el Perú tenía 22 millones de usuarios, con una penetración del 67.7 % en el país, y representaba el 7.2 % de los usuarios de internet en América del Sur. Al año siguiente, Perucámaras informó de que el 46.3 % de la macroregión sur del país contaba con esa penetración, y señaló que departamentos como Puno cuentan con la mayor barrera de acceso a internet.
En 2024,  Perú contaba con 2 780 000 conexiones con fibra óptica según Opsitel, lo que supone casi un 80 % de instalaciones de internet fijo. En comparación, en 2019 había solo 200 000 conexiones. La pandemia de Covid-19 y la entrada de otras empresas en el sector impulsaron esta nueva tecnología que sustituyó al cable coaxial.
En la actualidad, la RCP es la organización encargada de conceder los dominios a las páginas web en Perú. Aunque no está regulado, los contenidos producidos en internet cuentan con los mismos derechos y deberes que otros medios, como el pago de impuestos y la aplicación de leyes para proteger a las personas y las obras. El contenido alojado bajo la jurisdicción peruana es supervisado por el Indecopi.

## Temas

### Rol en las elecciones de 2000
La internet peruana desempeñó un papel importante en las elecciones de 2000, cuando la influencia de los medios de comunicación afines al régimen de Alberto Fujimori silenciaron las voces disidentes. Desde entonces, el periodista Gustavo Gorriti ha descrito internet como «una maldición para muchos medios tradicionales, pero resultó ser el gran mecanismo liberador para los periodistas independientes». Irónicamente, Fujimori fomentó la popularización de los servicios en línea sin darse cuenta de que su oposición se había trasladado a ellos. Hacia 2002, varios periodistas peruanos ya disponían de conexión a internet.

### Cultura de consumo de videojuegos

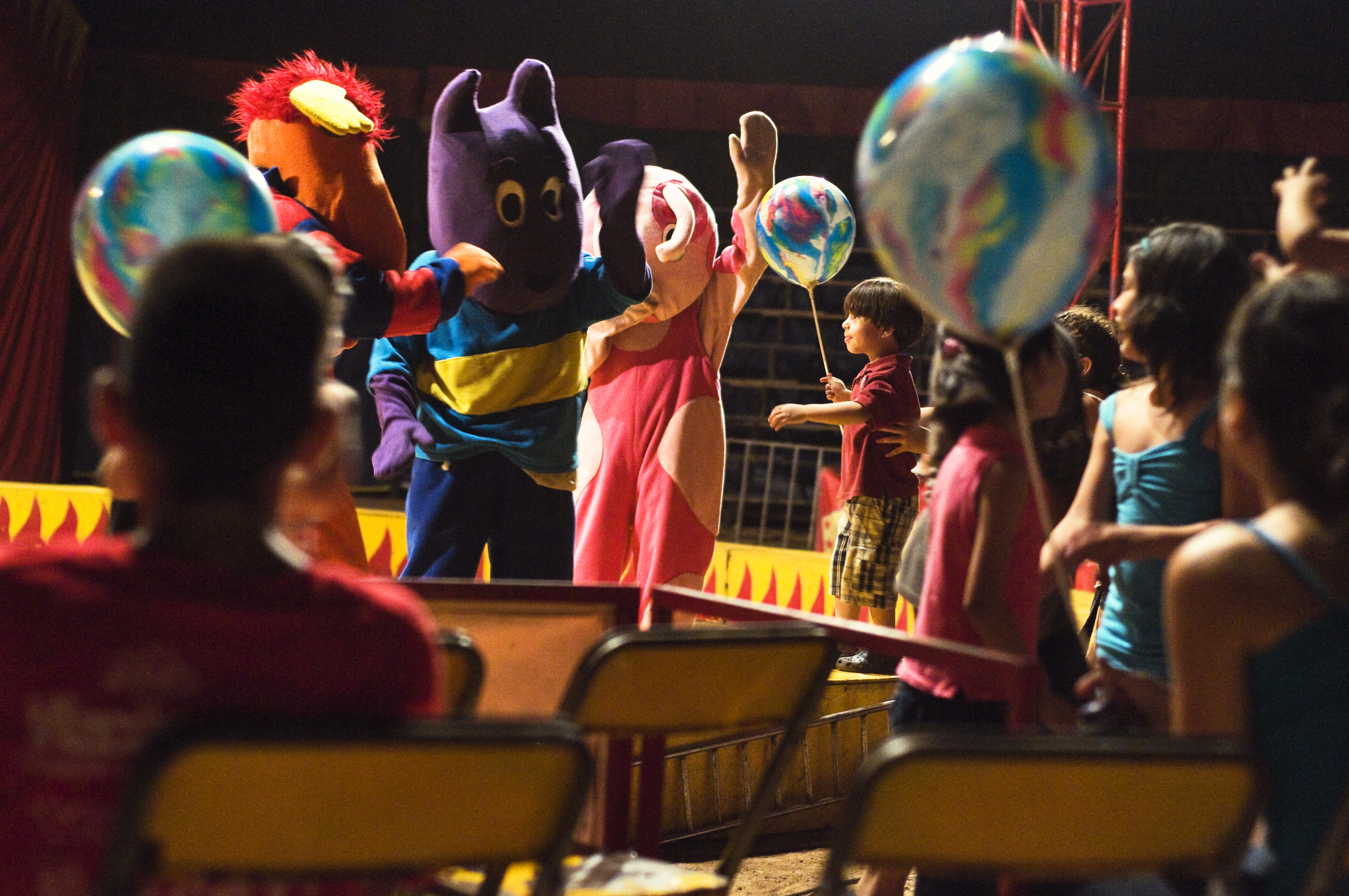
Los Backyardigans es una serie de televisión cuyos personajes se han convertido en parte de la cultura de internet en Perú.

En Perú existe una cultura de consumo de videojuegos, producto de la expansión de las cabinas de Internet y la popularización de los MOBA, como Dota 2. El país cuenta con una mayor presencia en las competiciones electrónicas, con múltiples equipos que viajan para participar en los eventos internacionales. Según un estudio de mercado de Nvidia de 2017, 8 de cada 15 millones de usuarios de internet son potenciales jugadores.
Dicha cultura cuenta con jergas propias. El término «dibujitos» se usa para referirse a las personas que se identifican en la comunidad de videojuegos en línea y que suelen usar dibujos animados de occidente como foto de perfil (en forma de anonimato). Existen colectivos formados por personas que retransmiten partidas de videojuegos (ya sea a través de Twitch o de Kick), como la Beba Army, formada por Jesús Carrión (Sideral), que ganó presencia a raíz de las acusaciones de acoso a personalidades televisivas y de la farándula. Entre las frases que se utilizan se encuentra la expresión «bajar pepa», que se usa para resaltar algo divertido.
La Federación Peruana de Deportes Electrónicos desempeñó un papel importante en la cultura de los videojuegos en el país cuando sus deportistas electrónicos participaron en los Juegos Bolivarianos de 2024. Para ese año, la federación señaló que en el país hay 11 millones de jugadores, de los cuales se supone que el 30 % se identifica con esta comunidad.

### Producción de contenidos porstreaming
La década de 2020 fue determinante para la consolidación de la producción de contenido generalista por parte de los canales de streaming, que contaron con su propia parrilla de programación:
| Nombre del canal | Operador           | Prog. recurrentes más vistos              | Prom. de vistas alcanzado |
| ---------------- | ------------------ | ----------------------------------------- | ------------------------- |
| La Roro Network  | Carlos Orozco      | Ouke Beo noticias                         | 112 618                   |
| Canal Ya         | Marco Sifuentes    | La Encerrona La chismería                 | 101 912                   |
| A Presión        | Peter Arévalo      | A Presión radio Estudio fútbol            | 53 485                    |
| No Somos TV      | Cathy Sáenz        | Palabra de hincha Sin lengua en los pelos | 49 003                    |
| LR+              | Grupo La República | Sin guión Del dicho al hecho              | 60 087                    |

En 2020, Vortex fue una de las primeras plataformas en línea que contaba con siete programas en su parrilla de programación de solo audio en diferido, que se distribuía en su página web, ya que monetizarla en terceros como Spotify era difícil.  Meses después, las transmisiones de vídeos se monetizaron con mensajes destacados enviados desde billeteras locales como Yape.
En 2023, Cathy Sáenz creó No Somos TV como prototipo de canal de streaming, donde se emitían programas en vivo de lunes a viernes en un horario establecido. Al año siguiente, en 2024, se lanzó Todo Good, basado en un pódcast lanzado tres años antes. Todo Good buscaba segmentar su parrilla por grupos de edad e incluía a personalidades como Víctor Caballero, Laura Spoya y Mario Irivarren. Abner Robles, antiguo productor audiovisual de América Televisión y No Somos TV, se unió a Todo Good y explicó que había recurrido a figuras televisivas para desarrollar «una familia» con un propósito común.
Carlos Orozco fundó en 2024 La Roro Network, un canal digital de infoentretenimiento cuyo principal enfoque es la conversación cotidiana y una postura editorial matizada. El Comercio lo describió como «una de las personalidades más conocidas entre los internautas peruanos» y a su pódcast estrella, Ouke, como «uno de los programas de YouTube más populares del país». La Universidad Peruana Unión utilizó la imagen de Orozco para promocionar un producto «con naturalidad y humor», mientras que el Instituto Nacional de Estadística e Informática había incluido el canal en la lista de medios cotizados para publicidad estatal. Tanto La Roro Network como su competidor Todo Good tenían una gran audiencia.
En 2025, la familia Benavides estrena Zaca TV y el primer pódcast de la generación Z más popular del país: Somos lo que somos. El pódcast, protagonizado por influencers, trata sobre anécdotas, dinámicas de grupo y la participación de invitados de su generación. Según Infobae, se organizó un evento social cuyas entradas se agotaron en cuestión de horas.

#### Distribución de contenidos
A medida que se expandían los servicios de internet en los hogares peruanos, el streaming en abierto empezaba a compartir contenido de consumo local. Por ejemplo, la productora Señor Z empezó a producir sus series web, a pesar de que este mercado aún no se había consolidado. Por otro lado, la empresa piurana Danitza Producciones se dedicaba a distribuir videoclips de artistas locales y dramas de corta duración, estos últimos inspirados en el canal Badabun y en la popular serie de antología La rosa de Guadalupe. Años después, Danitza produjo su propia serie, que se emitió en YouTube. En 2016, Toulouse Lautrec organizó una ceremonia de entrega de premios a las series web.
Hacia finales de 2024, el videopódcast se popularizó y llegó a otros tipos de contenido. Renzo Rotta, docente de la Toulouse Lautrec y especialista en marketing digital, compartió un estudio de ese año con el diario Gestión en el que se afirmaba que de los 162 programas emitidos inicialmente en YouTube, el 26 % pertenecían a la categoría de deportes, el 24 % a noticias, el 22 % a entrevistas, el 18 % a magazines y el 8 % a miscelánea (entretenimiento). De los 10 programas más vistos, cuatro son emisiones en directo.
En cuanto a la producción de contenidos, el estudio de 2024 destacó a No Somos TV, con seis programas entre los 50 más vistos, Roro Network, con cinco programas, y A Presión, con cuatro. Estos canales no están protagonizados principalmente por videojugadores, sino por personalidades de internet. Un ingeniero entrevistado para la Roro Network advirtió que había intenciones de incrementar las cifras de audiencia mediante granjas de bots, coincidiendo con la falta de regulación sobre prácticas fraudulentas.
La Roro Network contó con un programa cultural, Pilotos perdidos, en el que el escritor Guillermo Gutiérrez («Tío Factos», del movimiento Kloaka) hacía uso de la crítica social con un estilo humorístico mientras recomendaba libros. Se emitió entre 2024 y 2025, el año que falleció el escritor.  La escritora Giancarla Di Laura Gutiérrez señalaba que «se ganó el cariño de una nueva audiencia». Sin embargo, según la misma escritora, el pódcast sufrió inconsistencias debido a que La Roro Network «priorizaba partidos sin relevancia, con el pretexto de “relevancia deportiva”, y otros programas más superficiales y sin contenido de valor».
La Roro Network y No Somos TV cuentan con narradores deportivos. Estos canales se encargan de cubrir eventos especiales importantes como partidos de fútbol. Sin embargo, estos no tienen los derechos para compartir partidos de fútbol, por lo que medios como Latina Televisión o Movistar Deportes tienen el privilegio de retransmitir algunos de ellos.

##### Recepción
Andy Merino señalaba en 2023 que la producción de streaming en vivo estaba «en pañales» en comparación con países como España y Argentina. Personalidades de la telerrealidad como Patricio Parodi y de la política como Franco Vidal ya se habían adentrado en ese mundo, mientras que otras como Rafael Cardozo lo minimizaron.
Con el tiempo, se empezaron a popularizar plataformas que ofrecen mayor libertad, como Kick. Kick destaca por ser un escaparate de proyectos ambiciosos, como la adaptación de La Velada del Año, entrevistas entre jóvenes y la coordinación de operativos municipales. Los pódcasts de La Roro Network se emitieron allí. 
El diario La República y los especialistas Phillip Chu Joy y Maite Vizcarra afirmaron que el streaming sería importante junto a las redes sociales en las elecciones de 2026, pues Martín Vizcarra y Rafael López Aliaga fueron las primeras figuras políticas en ser entrevistadas por streamers en sus cuentas de Kick. Incluso, un creador de contenido confesó que Antauro Humala había participado en un partido de fútbol organizado por varias personalidades de internet, que fue emitido en redes sociales.

### Speed en Perú
En 2025, el estadounidense Darren Watkins (más conocido como IShowSpeed) se atrevió a recorrer Lima ante cientos de miles de espectadores en vivo, con la guía del creador de contenido local Andy Merino, «el Zeein». Para evitar interferencias en espacios aglomerados y reducidos, el anfitrión Merino recurrió a una antena portátil que se conectaba a un satélite Starlink, una novedad en comparación con la conexión de internet móvil original. Si bien no fue la primera vez en que una personalidad de internet lo hacía (como pasó con Luisito Comunica), el portal Exitosa Noticias señaló que la transmisión en vivo fue un «precedente en la comunidad del streaming», mientras que los canales ATV, Latina y Panamericana intentaron descifrar el fenómeno social en sus reportajes.
La intervención del alcalde Rafael López Aliaga en la transmisión fue un «hito en la comunicación política digital» según la consultora Goberna, aunque no se tenía un objetivo proselitista claro. Cuando fue entrevistado por Merino días después, el alcalde reveló que desconocía el mundo del streaming y el uso de Kick. Además, admitió que sabía muy poco sobre el famoso influencer, por lo que optó por investigar sobre él cuando su presencia iba a ser clave para promocionar la ciudad. Al finalizar la entrevista, invitó a otras personalidades a que transmitieran su recorrido por el país.
El sociólogo Jorge Yamamoto apuntó que la acogida del streamer encaja con la «cultura del chongo» de los espectadores peruanos y ha causado sensación por ser un «personaje sencillo» con el que se genera conexión. Además, Yamamoto sustentó que la convocatoria masiva se debió a la falta de ídolos en la sociedad peruana y, sobre todo, en la generación más joven. El jefe de imagen de la Universidad ESAN, Alonso Cantuarias, señaló que la repercusión pasó inadvertida para numerosos líderes de opinión del país. Los creadores de contenido locales y periodistas comentaron sobre la presencia de Speed y programas de televisión como JB en ATV y El reventonazo de la chola lo parodiaron.

### Velocidad de conexión
Open Signal mide la velocidad de las conexiones móviles y sitúa al Perú como el país con mejor velocidad en la región con un promedio de 9.9 Mbps, por encima de México (9.91 Mbps) , Uruguay (9.85 Mbps) y Chile (9.70 Mbps).
En febrero de 2018, el Perú ocupa el puesto 79 a nivel mundial en velocidad de internet fijo según el Organismo Peruano de Consumidores y Usuarios. Para junio de 2018, según el Speed Test Global Index, el Perú ocupa el puesto 68 de velocidad de internet en ámbitos generales, con un promedio de 20.22 megabits por segundo (Mb/s) en descargas.

### Sistema de pagos
En 2000, Perú fue el país con menor participación en el sistema de pagos virtual, con solo 12 800 personas. En la década de 2010, se lanzó la billetera virtual Yape, que resultó determinante para ofrecer un sistema de pagos virtual a millones de personas en el país. En 2022, el movimiento monetario a través de billeteras virtuales alcanzó los 900 millones de soles y en 2024 creció hasta los 1500 millones.

### Suplantación de identidad
En 2024, el Poder Judicial sentenció a la primera persona que suplantaba la identidad de un usuario de Internet con el propósito de difamar.